# Kola
| En man i Ghana arbetar med massan till ingefärakolor, bland annat för att få fram önskad färg. |  | Paketering av de färdiga kolorna i plastpåsar. |
| En man i Ghana arbetar med massan till ingefärakolor, bland annat för att få fram önskad färg. |  | Paketering av de färdiga kolorna i plastpåsar. |

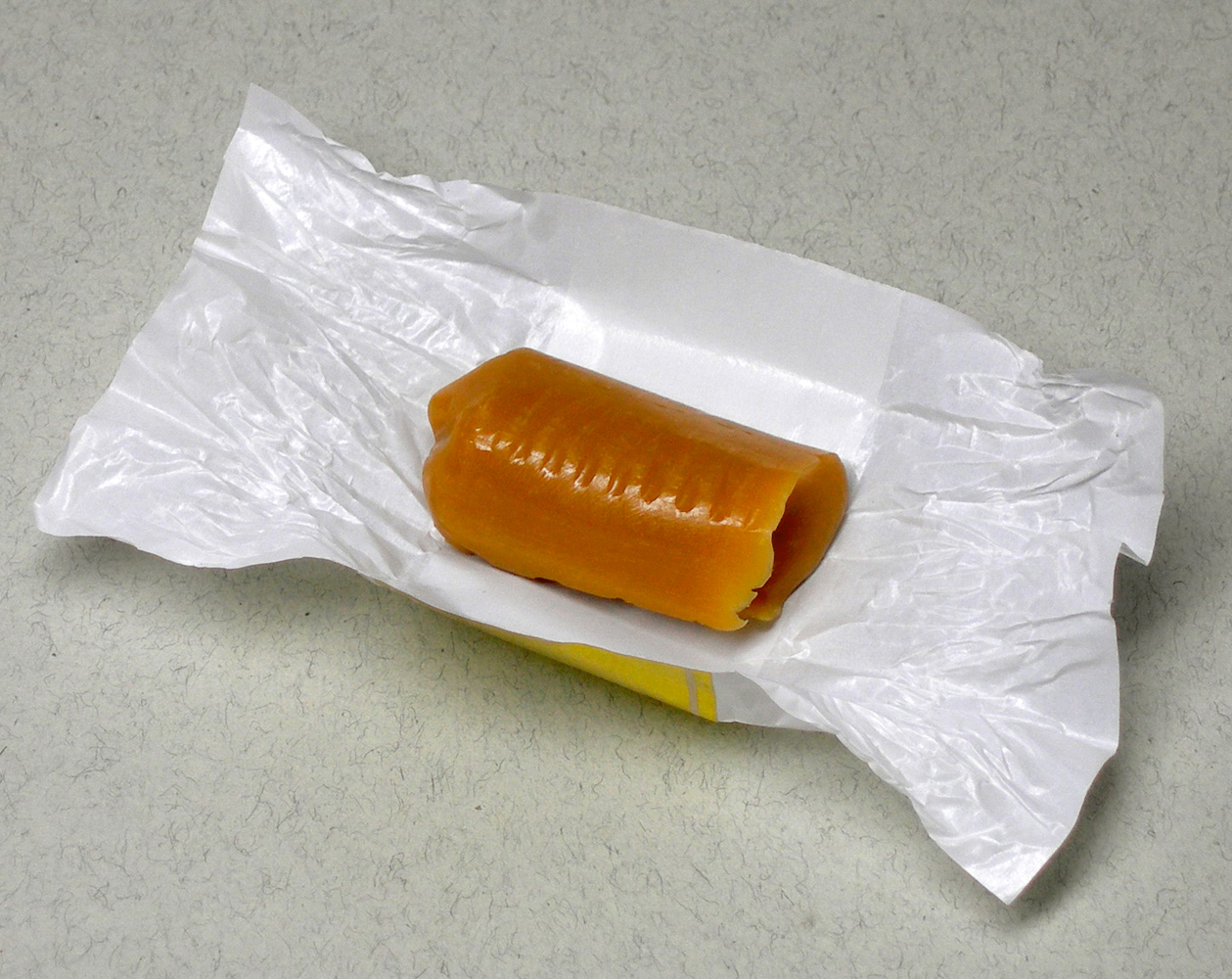
En gräddkola.

Kola, på finlandssvenska tjinuski eller kinuski, är ett slags godis med seg konsistens. Det kokas på socker och (oftast) någon mejeriprodukt.
Ordet kola kommer av att extrakt av kolanöt ursprungligen tillsattes i kolakaramellerna eller kolorna (som även senare i tid verkar vara annorlunda mot dagens kolor genom att innehålla choklad eller kakao). Tjinuski och kinuski, som också kan syfta på kolakräm eller kolasås, kommer av ryskans tjanusjki, som betyder kola eller knäck.

## Historia
Kola förekom bland de arabiska haremsdamerna i syfte att ta bort oönskad hårväxt, och kallades kurat al milh. Den bestod av klibbiga och bruna kulor av socker som kokat i hög temperatur. Det förekommer även idag hårborttagning med upphettat socker under namn så som sugaring eller sockervax. Långt senare, i mitten av 1800-talet, utvecklade amerikanerna kolarecepten och tillsatte exempelvis mjölk för smakens skull.
Det sverigesvenska ordet kola kommer enligt SAOB av att extrakt av kolanöt ursprungligen tillsattes. Kola eller kolakaramell sägs här – artikeln är skriven 1936 – emellertid vara en gräddkaramell kokad med choklad eller kakaopulver, vilket inte verkar vara det vanliga idag. Finlandssvenska tjinuski och kinuski, som också kan syfta på kolasås eller kolakräm (även på sverigesvenska), kommer av ryskans ord för kola eller knäck, тянучки – tjanusjki (plural av тянучка – tjanusjka – i sin tur via tjanutj – "draga, släpa, tänja ut", (åtminstone sannolikt) från samma språkliga rot som ordet tänja).

## Varianter
Kola kan delas upp i tre huvudgrupper: gräddkola, smörkola och fruktkola.
Gräddkola görs på mjölk- eller gräddbas samt någon form av socker eller sockerblandning (ex. socker och sirap) och bindemedel (vetemjöl eller stärkelse). Till gräddkolan räknas även tjinuski. En populär smaksatt variant av gräddkola är chokladkola. Det engelska ordet för gräddkola är caramel (jämför svenska karamell).
Smörkola görs i huvudsak på smör och socker. Det engelska ordet för smörkola är toffee. Ibland översätts smörkola felaktigt som butterscotch på engelska, men butterscotch är att beteckna som karamell, eftersom den är mycket hård och saknar seghet.
Fruktkola görs i huvudsak av kokt sockermassa, olja och smakämnen, oftast fruktsmaker, som blandas och sträcks tills den får rätt konsistens. De engelska orden för fruktkola är taffy (amerikansk engelska) eller chews (brittisk engelska). Fruktkola är oftast betydligt mjukare än grädd- och smörkola. Lakritskola är tillverkningsmässigt en form av fruktkola.

## Liknande godis
Kola i dess olika former är oftast en hård eller seg godissort. En snarlik godisvariant gjord på socker, mjölk och smör är fudge; genom en mildare kokning än kola blir den betydligt mjukare.